# Аскеров, Лев Мабудович
Лев Мабудович Аске́ров (Лев Мобуд оглу Эскэров, 1 сентября 1940, Баку — 30 апреля 2023, Баку) — советский азербайджанский писатель, редактор, общественный деятель и журналист. Член Союза журналистов СССР и Союза писателей СССР.

## Биография
Родился в Баку. Окончил факультет журналистики Казанского университета (1967). Работал в газете «Бакинский рабочий», собкором газет «Труд», «Известия», АПН. Был главным редактором журнала «Советский Азербайджан», ныне главный редактор газеты «Курьер-Баку».
Умер 30 апреля 2023 года после продолжительной болезни.

## Книги
- Голубые вёрсты: Рассказы и очерки. — Баку, Гянджлик, 1973
- Записки чекиста: Повесть. — Баку, Язычы, 1981
- Особых примет не имеют: Повести и рассказы. — Баку, Язычы, 1986
- Возвращение: Док. повесть об Александре Стопани. — Казань, 1989
- Человек с того света: Роман. — Баку, Азернешр, 1990
- Смерть Аттилы: Повести и рассказы. — Баку, «Абилов, Зейналов и сыновья», 1998
- К вопросу вопросов. — Баку, «Абилов, Зейналов и сыновья», 1999
- Месть невидимки: Роман. — Баку, 2001
- Приговорённые: Роман. — Баку, «Абилов, Зейналов и сыновья», 2002
- С миссией в ад: Роман и драма. — Баку, «Абилов, Зейналов и сыновья», 2003
- Vivat, король! Vivat! Повесть об академике Ю. Мамедалиеве создателе высокооктанового бензина, «коктейля Молотова» и внёсшего вклад в создание водородной бомбы. — Баку, Изд. «Апостроф», 2002
- Визит к Архивариусу.  Исторический роман-эпопея о XX веке. (в 2-х книгах — «Паханы» и «Крах державы») — Баку, Изд. «Апостроф». 2006
- Его Голгофа. Док. повесть о Гейдаре Алиеве. — Баку, Изд. «Апостроф», 2013
- От Сумерек к Свету. Научно-популярное исследование. — Баку, Изд. ОЛ 2013
- Третья картина мира. Трактат о связи Пространства-Времени Миров и Человечества. — Баку, Изд. ОЛ.